# Praise (álbum de Resgate)
Praise é o quinto álbum de estúdio da banda brasileira de rock Resgate, lançado em 2000.
Considerado como um dos principais álbuns da banda, é o terceiro produzido por Paulo Anhaia e foi gravado no estúdio Midas, de Rick Bonadio. Nesta época, cada integrante morava distante do outro, mas o repertório foi escrito praticamente em conjunto, diferentemente dos anteriores, em que Zé Bruno era o compositor majoritário. A banda decidiu utilizar letras de cunho congregacional e alugou um órgão hammond para algumas faixas, executado por Beto Pacciello. Além disso, foi a primeira vez em que o Resgate decidiu utilizar vocais de apoio externos, ideias advindas de Anhaia.
Em janeiro de 2014, com a remasterização da discografia do Resgate, o álbum passou a ser vendido em formato digital. Praise foi eleito o 19º melhor disco da década de 2000, de acordo com lista publicada pelo Super Gospel.

## Antecedentes
No final da década de 1990, os integrantes do Resgate já desenvolviam atuações como bispos dentro da Igreja Renascer em Cristo. Isso fez com que a carreira artística se tornasse algo secundário, especialmente pelo fato dos membros residirem em estados diferentes.
Apesar disso, a banda recebeu uma sugestão de Estevam Hernandes, a principal liderança da igreja, em compor algumas canções mais próximas ao que seria chamado de congregacional. Com a influência de Hernandes, surgiu as músicas "Restauração" e "O Nome da Paz". Zé Bruno compôs sozinho a maioria das músicas, algo diferente em relação aos trabalhos anteriores do grupo.

## Gravação
O produtor Paulo Anhaia passou a trabalhar dentro do estúdio Midas, de propriedade de Rick Bonadio, que trabalhou com o Resgate no início da carreira. Com isso, a banda conseguiu gravar seu álbum no estúdio. A obra também conteve canções gravadas com um órgão hammond pelo músico Beto Pacciello. Praise também teve significativa influência do southern rock com a participação de vocais de apoio femininos.

## Lançamento e recepção
| Críticas profissionais | Críticas profissionais |
| Avaliações da crítica  | Avaliações da crítica  |
| Fonte                  | Avaliação              |
| ---------------------- | ---------------------- |
| O Propagador           | [ 3 ]                  |
| Super Gospel           | [ 4 ]                  |

Praise foi lançado em 2000 pela gravadora Gospel Records e recebeu avaliações favoráveis da mídia especializada. Retrospectivamente, a obra recebeu uma cotação de 4,5 de 5 estrelas do guia discográfico do O Propagador. Segundo o guia, "Praise encara muito bem o contexto do louvor comunitário no Brasil, sem perder-se na essência rock da banda". Para o Super Gospel, "Paulo Anhaia e o quarteto decidiram investir em um som mais pop e letras de louvor comunitário. A proposta foi extremamente positiva, e o disco é, de longe um dos melhores do Resgate. Sua influência percebe-se em quase todos os discos seguintes lançados".
Nas palavras de Zé Bruno, o trabalho é um dos preferidos dos integrantes do Resgate: "Acho que foi um marco na nossa trajetória. Não sei explicar, mas depois do Praise, a banda foi outra, assim como será depois do Ainda não É o Último. Foi o terceiro CD produzido pelo Paulo Anhaia, e trabalhar com ele é uma mistura de trabalho, curtição e escola, e esse fator pesou muito na nossa história".
Em 2016, foi eleito o 19º melhor álbum da década de 2000 pelo Super Gospel.

## Faixas
A seguir lista-se as faixas, compositores e durações de cada canção de Praise, segundo o encarte do disco.
| N.º            | Título               | Compositor(es)               | Duração |  |
| 1.             | "Te Vejo"            | Zé Bruno                     | 4:57    |  |
| 2.             | "Infinitamente Mais" | Zé Bruno                     | 3:49    |  |
| 3.             | "Ao Rei"             | Zé Bruno                     | 4:02    |  |
| 4.             | "Restauração"        | Zé Bruno e Estevam Hernandes | 4:04    |  |
| 5.             | "Nada me Faltará"    | Zé Bruno                     | 3:33    |  |
| 6.             | "Sol do Meio Dia"    | Zé Bruno                     | 3:45    |  |
| 7.             | "Sete Dias"          | Zé Bruno                     | 3:56    |  |
| 8.             | "Suficiente pra Mim" | Resgate                      | 3:57    |  |
| 9.             | "Minha Rocha"        | Zé Bruno                     | 3:33    |  |
| 10.            | "O Nome da Paz"      | Zé Bruno e Estevam Hernandes | 4:04    |  |
| Duração total: | Duração total:       | Duração total:               | 39:40   |  |

## Ficha técnica
A seguir estão listados os músicos e técnicos envolvidos na produção de Praise:
Banda
- Zé Bruno - vocais, violão e guitarras
- Hamilton Gomes - guitarra
- Marcelo Amorim - baixo
- Jorge Bruno - bateria e percussão

Músicos convidados e equipe técnica
- Paulo Anhaia - produção musical, engenharia de áudio, edição e mixagem
- Roberto Pacciello - hammond B3, piano
- Marcus Rampazzo - slide guitar
- Esdras Gallo - saxofone
- Daniel Quirino - vocal de apoio
- Fati - vocal de apoio
- Priscila Maciel - vocal de apoio

Equipe técnica
- Milton Baloni - assistente de engenharia de áudio
- Rodrigo Castanho - masterização

Projeto gráfico
- Alexandre Zamperlini - direção de arte
- Morgada - fotografia